# Maria Elena Berini
Maria Elena Berini, född 9 december 1944 i Sondrio, är en italiensk katolsk nunna och missionär.
Maria Elena Berini började arbeta inom textilindustrin som 15-åring och blev i och med detta medveten om arbetsförhållandena som rådde i Italien. När hon var 19 år valde hon att ansluta sig till Barmhärtighetssystrarna (Sœurs de la charité de Sainte-Jeanne-Antide-Thouret) där hon utöver religion och teologi även utbildade sig till lärare. 
1972 sökte hon sig till Tchad där hon arbetat som missionär och lärarinna innan hon blev placerad i Bocaranga, Centralafrikanska republiken. Under kriget 2013–2014 tog hon och hennes medarbetare hand om flyktingar som erbjöds en fristad i den katolska missionärsstation som etablerats.
Maria Elena Berini blev år 2018 tilldelad International Women of Courage Award.